# Thomas Leysen
Pour les articles homonymes, voir Leysen.
Thomas Leysen, né en 1960 à Wilrijk en Belgique, est un dirigeant d'entreprise, président de la Fondation Roi Baudouin depuis 2016.

## Éléments de Biographie
Il est le fils d'André Leysen. Sa mère est d'origine allemande.
De 1983 à 1988, Titulaire d'une maîtrise en droit de l'Université de Louvain (Belgique) il dirige  le groupe Transcor (groupe Albert Frère). 
En 1989, il prend la tête de General Trading Cy (filiale de la Société générale de Belgique). 
En 1993 Il rejoint Umicore (ancienne Union Minière, une société industrielle de métaux non-ferreux) qu'il contribue développer à l'international pour le marché des batteries, catalyseurs automobiles et recyclage de métaux précieux. Il en devient vice-président puis CEO en 2000, et président du conseil d'administration à partir de 2008. 
De 2008 à 2011, il dirige aussi la Fédération des entreprises de Belgique (FEB). 
En 2011, il remplace Jan Huyghebaert à la tête de KBC, un groupe financier de bancassurance principalement actif en Belgique, en Europe Centrale et en Irlande.
En 2016, il est aussi nommé président de la Fondation Roi Baudouin. 
En 2019, il annonce en juin vouloir quitter la présidence du conseil d'administration de KBC à la fin du 1er trimestre 2020,.
Thomas Leysen est collectionneur d'art, principalement centré sur l'école d'Anvers ; Son premier achat d'art serait un croquis de Jean-Louis Forain qu'il a acheté à 14 ans.. 
La fortune de sa famille était en 2019 estimée à 50,8 millions d'euros.

## Autres rôles
- Président et actionnaire de Mediahuis[2]
- Président de la Commission Corporate Governance Belge
- Membre du Global Advisory Council de Toyota Motor Corporation
- Membre du conseil d'administration de la maison de Rubens[1]
- Président de l'association des amis de la fondation CODART[6]